# 龙恩乡
龙恩乡，是中华人民共和国四川省凉山彝族自治州昭觉县曾经下辖的一个乡。2021年1月12日，撤销龙恩乡，原龙恩乡日普村所属行政区域为新城镇的行政区域；将原龙恩乡地莫村、塔普村所属行政区域划归美甘乡管辖。

## 行政区划
龙恩乡撤销前下辖以下地区：
塔普各则村、日普村和滴莫村。